# CX3CL1
La fractalkine, ou CX3CL1, est une chimiokine présentant l'originalité d'être produite sous la forme d'une protéine membranaire.
Elle est exprimée au niveau des cellules endothéliales des vaisseaux sanguins ainsi qu'au niveau du système nerveux central.
Avec son récepteur unique, le CX3CR1, un récepteur couplé aux protéines G, elle exerce une fonction d'adhérence cellulaire.
Lors d'une inflammation, l'action de certaines cytokines (TNFα, interféron-bêta) peut induire son clivage en une forme soluble présentant une fonction de chimiotactisme.